# Maladera simlana
Maladera simlana är en skalbaggsart som beskrevs av Brenske 1898. Maladera simlana ingår i släktet Maladera och familjen Melolonthidae. Inga underarter finns listade i Catalogue of Life.